# Nicholsons pieper
De Nicholsons pieper  (Anthus nicholsoni) is een soort zangvogel uit de familie piepers en kwikstaarten van het geslacht Anthus. Dit taxon werd lang beschouwd als een ondersoort van de langsnavelpieper (A. similis).

## Verspreiding en leefgebied
Deze soort telt vijf ondersoorten:
- A. n. palliditinctus: zuidwestelijk Angola en noordwestelijk Namibië.
- A. n. leucocraspedon: westelijk en zuidelijk Namibië en zuidwestelijk Zuid-Afrika.
- A. n. nicholsoni: zuidoostelijk Botswana en noordoostelijk Zuid-Afrika.
- A. n. petricolus: Lesotho en oostelijk Zuid-Afrika.
- A. n. moco: centraal Angola.